# 이케노보 야스코

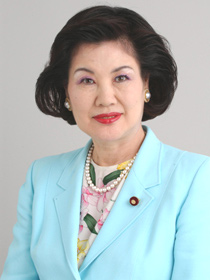

이케노보 야스코(일본어: 池坊 保子, 1942년 4월 18일 ~)은 일본의 정치인이다. 공명당 소속으로 4선의 중의원 의원이다. 도쿄도 출신으로 가쿠슈인 대학을 중퇴하였다. 1996년 신진당 소속으로 중의원에 처음 당선되었다. 일본 문부과학성 부대신을 역임했다. 이방자 여사의 외조카이기도 하다.